# Örebro Waldorfskola
Örebro Waldorfskola, tidigare Johannaskolan, är en fristående waldorfskola för årskurs 1-9 i Adolfsberg i Örebro. 
Skolans pedagogik baseras på Rudolf Steiners antroposofiideal och drivs av en lokal Waldorfförening. Den första skolan i föreningens regi öppnade 1979. År 1987 flyttade skolan in i lokaler som tidigare använts av Adolfsbergsskolan. I början av 2000-talet tillkom en ny byggnad innehållande slöjd- och musiksalar. 